# جوزيف إف. برونو
جوزيف إف. برونو (بالإنجليزية: Joseph F. Bruno)‏ هو قاضي ومحامي أمريكي، ولد في 1944.